# ОШ „20. октобар” Сивац
ОШ „20. октобар” Сивац једна је од основних школа у општини Кули. Налази се у улици Маршала Тита број 271, у месту Сивац.

## О школи
ОШ „20. октобар” у Сивацу је основана 1976. године. Настава се одвија у два објкта, у две смене. Школа поседује салу за физичко, спортске терене, библиотеку, рачунарске учионице са интернетом,кабинете за предметну наставу, и кухиње са трпезаријом за ученике у обе школске зграде.
Од оснивања 1976. године школа ради као интегрисана школа од две независне месне школе „Јован Јовановић Змај“ (1972) и „Петар Петровић Његош“ (1971). Рад се одвија у специфичним условима, односно у две школске зграде међусобно удаљене око 2 километра.
Школу тренутно похађа oко 650 ученика. Виши разреди (од петог до осмог) похађају наставу само пре подне, док нижи (од првог до четвртог) у обе смене. Рад се одвија у две смене у обе зграде. Настава се изводи у по три или четири одељења сваког разреда, од првог до осмог разреда, на српском језику.
У склопу обе зграде налазе се фискултурне сале као и спортски терени. Поред ове две школске здраде, у склопу школе је и мали школски објекат где је само једна учионица у насељу, односно излетничком месту Мали Стапар, удаљеном од Сивца око 5 километара. Ова мала школска зграда се више не користи у настави, али је у оквиру њеног дворишта воћњак, који се користи у изборној настави воћарства и као простор отворен за ликовне колоније, а некада и логоровање ученика.